# Jaume Pujades i Alzina
Jaume Pujades i Alzina (Sabadell, 1638/1640 - Barcelona, 1698) va ser un metge català. Catedràtic de la Facultat de Medicina de la Universitat de Barcelona, Pujades gaudí d'un gran prestigi personal i professional, fins al punt que el 1687 el Comú el nomenà per representar-lo davant la comunitat de beneficiats de la parròquia per dirimir els enutjosos litigis que hi havia entre el Consell i aquesta comunitat. Va morir a Barcelona el 1698, però l'any 1701 el seu cos va ser traslladat a Sabadell i enterrat a l'Església de Sant Feliu, vora la porta que s'obria a ponent. L'any 1864 l'Ajuntament de Sabadell, que presidia Antoni Roca i Dencàs, acordà donar el nom de Pujades a un carrer de la ciutat.